# Nick Catsburg
Nick Catsburg, född den 23 oktober 1988 i Amersfoort är en nederländsk racerförare.